# Dennis Moore (polityk)
Dennis Moore (ur. 8 listopada 1945, zm. 2 listopada 2021) – amerykański polityk, członek Partii Demokratycznej. W latach 1999–2011 był przedstawicielem trzeciego okręgu wyborczego w stanie Kansas do Izby Reprezentantów Stanów Zjednoczonych.